# Звільнити містера Дарсі
«Звільнити містера Дарсі» (англ. Unleashing Mr. Darcy) — американсько-канадський телефільм 2016 року режисера Девіда Віннінґа, з Сінді Басбі та Раяном Піві у головних ролях. Прем'єра відбулася 23 січня 2016 року.

## Синопсис
Головна героїня, Елізабет Скотт, господарка спаніеля, регулярно бере участь в різних змаганнях. Вона намагається проводити весь свій вільний час зі своїм псом. Перебуваючи на чергових змаганнях, Елізабет стикається з суддею Донованом Дарсі, який раз у раз чіпляється до неї, зауважує то один недолік, то инший. Дівчина обурюється, вважає його снобом та вискочкою. 
Незважаючи на всі перипетії, Елізабет не втрачає оптимізму, а відправляється в Нью-Йорк, де їй пропонують займатися тваринами. Незабаром Елізабет дізнається, що вона мешкає через дорогу від Донована. Вони починають спілкуватися, й обидвоє помічають гарні риси характеру одне в одного...

## У ролях
| Актор              | Роль            |
| ------------------ | --------------- |
| Сінді Басбі        | Елізабет Скотт  |
| Раян Піві          | Донован Дарсі   |
| Елізабет Маклафлін | Ґабріель Барров |
| Френсіс Фішер      | Віолет Дарсі    |
| Кортні Ріхтер      | Фелісіті Робсон |
| Ліні Еванс         | Лінда Скотт     |
| Таммі Ґілліс       | Дженна Скотт    |
| Сара Дежарден      | Зара Дарсі      |
| Раян Кеннеді       | Генрі Робсон    |
| Кен Тремблетт      | Ґрант Маркгем   |
| Тай Вуд            | Джо Маркгем     |
| Ганна Картер       | студентка       |
| Ноель Йогансен     | Лінус           |
| Ніколь Ентоні      | Паула Шілдс     |